# Ula (Ula) fungicola
Ula (Ula) fungicola is een tweevleugelige uit de familie Pediciidae. De soort komt voor in het Palearctisch gebied.